# دزدان دریایی سومالی (فیلم)
دزدان دریایی سومالی (انگلیسی: The Pirates of Somalia) یک فیلم درام آمریکایی با بازی ایوان پیترز و آل پاچینو می‌باشد که در سال ۲۰۱۷ منتشر شد.